# 사우스 바이 사우스웨스트
사우스 바이 사우스웨스트(영어: South by Southwest, SXSW)는 미국의 텍사스주 오스틴에서 매년 봄(보통 3월)에 개최되는 일련의 영화, 인터랙티브, 음악 페스티벌, 컨퍼런스이다. SXSW는 1987년에 시작하였고, 매년 규모가 커져왔으며 평균 50여 개국 2만여 명의 음악관계자들과 2천여 팀의 뮤지션이 참여한다.
2011년의 경우, 컨퍼런스는 10일간, SXSW 인터랙티브는 5일간, 음악은 6일, 그리고 영화는 9일간 개최되었다. SXSW Inc.,는 미국컨퍼런스, 트레이드 쇼, 페스티벌 등의 이벤트를 계획하고 실행하는 회사이다. 현재 SXSW 뮤직, SXSW 영화, SXSW 인터랙티브, SXSW 에듀, SWSXWeco를 주관하고 있다. SXSWeco는 10월에 개최된다.
2020년, 코로나19 범유행으로 인해 사상 최초로 개최가 취소되었다.

## 개요
- SXSW 음악은 100개 이상의 공연장에서 행해지는 2,500명 이상의 공식적인 가수/밴드들이 참여하는 세계에서 가장 큰 음악 축제이다. SXSW 음악은 각각의 축제에 뮤지션들이 제공한 음악과 비디오 샘플들을 그들의 공식적인 유튜브 채널을 통하여 보여준다.
- SXSW는 2011년에 약 1억 6700만 달러의 경제효과를 가져왔으며 오스틴의 경제를 위해 가장 높은 수익을 산출하는 행사이기도 하다.

## 같이 보기
- 코리아 스포트라이트(영어판) (구명칭: 'K-Pop Night Out at SXSW') - SXSW의 한국 아티스트 쇼케이스
- 재팬 나이트(영어판) - SXSW의 일본 아티스트 쇼케이스